# A pura sangre
A Pura Sangre es el segundo álbum de estudio de la banda de hard rock argentina Mala Medicina editado en 2007 por el sello Icarus. Cuenta con Norberto Rodríguez (ex-Vago y Walter Giardino Temple) como vocalista y Fernando Scarcella como baterista invitado.

## Lista de temas
1. Premonición
2. Sueños de Venganza
3. El Malo Y El Peor
4. El Gran Premio
5. Borrador
6. Renuncio
7. Reflejos De Ilusion
8. La Música Soy Yo
9. Un pacto muy cruel
10. No Perdamos Tiempo
11. Cobrador De Mentiras
12. Como Muelas
13. Los Vencerás
14. Dos Mundos
15. Dos días

## Músicos
- Guillermo Sánchez † - Bajo
- Norberto Rodríguez - Voz
- Lucio Antolini - Guitarra
- Javier Retamozo - Teclados
- Fernando Scarcella - Batería (Invitado)

- Datos: Q30917465